# Hessigkofen
Hessigkofen is een plaats en voormalige gemeente in het Zwitserse kanton Solothurn en maakt deel uit van het district Bucheggberg.
Hessigkofen telt 246 inwoners.

## Geschiedenis
Op 1 januari 2014 fuseerde Hessigkofen met Aetigkofen, Aetingen, Bibern, Brügglen, Gossliwil, Küttigkofen, Kyburg-Buchegg, Mühledorf en Tscheppach tot de gemeente Buchegg.